# ピタ
ピタ（英語: pita、ヘブライ語: פִּתָּה, pitah、アラビア語: كماج, kmaj、トルコ語: pide）、または、ピタパン（英語: pita bread）とは、直径20 cmセンチくらいの平たい円形に焼き上がるパンである。地中海の周辺地域で広く見られる食文化であり、ヨーロッパ南部、中東、北アフリカなどで作られてきた。また、これらの地域から移住した者達が、移住先で作ったために、その移住先で広まった事例も知られる。

## 作り方

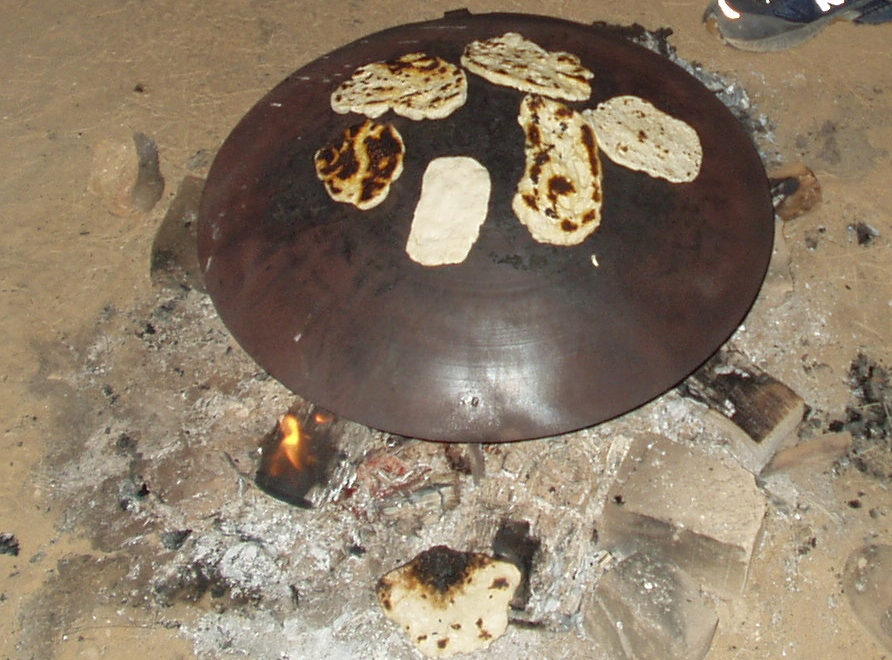
ピタを焼いている最中。

ピタは小麦粉を主原料として、そこに、水・食塩・砂糖・酵母を加えて、1時間ほど醗酵させて、生地を作る。その後、高温のオーブンなどを用いて、一気に焼上げる。

## 食べ方

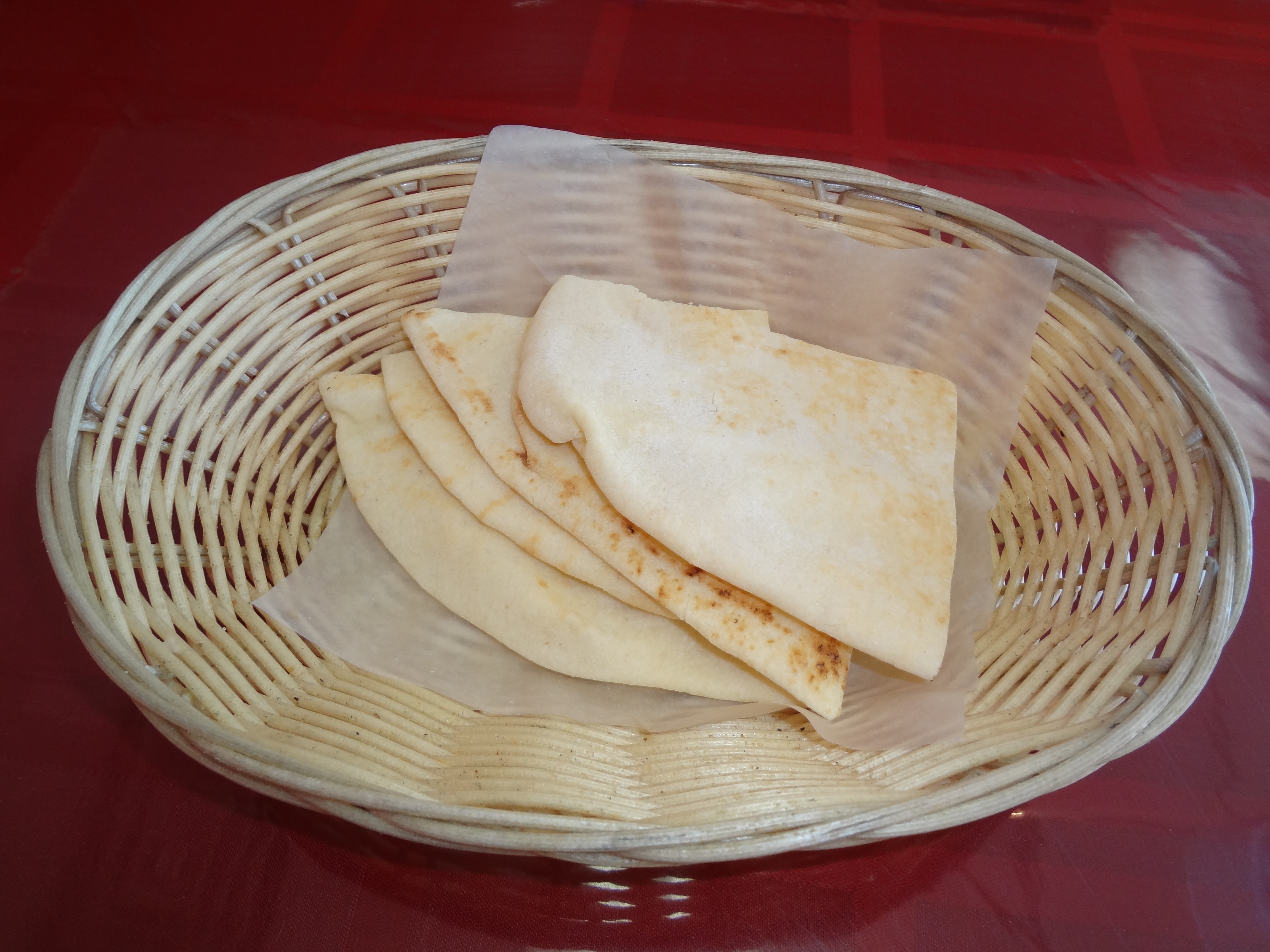
焼き上がり、適度な大きさに切り分けられたピタ。

焼き上げたピタは、中が空洞に焼き上がる。これを適切に切り分けると、ポケットを有した形状にできる。しばしば、この状態で食卓に出されるため、英語では「pocket bread」とも呼ばれる。通常は、このポケットに、自身の好みの具材やソースを入れた上で食べる。例えば、フムスのようなソース類をすくって食べたり、スブラキやケバブやファラフェルなど野菜や肉や豆類などの具材を挟み入れて食べるわけである。

## 歴史
ピタの歴史は古く、数千年にわたって中東の人々に食べられてきたし、現在でも食されている。また、地中海の東のレバノン、シリア、パレスチナなどを合わせた地域を歴史的シリアと呼ぶが、この地域からの移民がピタをもたらしたジャマイカでも、ピタは普及した。このような経緯が有るため、ジャマイカでは「シリアのパン（英語: Syrian bread）」と呼ばれる。

## 混同注意
ギリシャ語で「ピタ」は、ブレクのようなパイや、ケーキをも指す。